# Jordanoleiopus bifuscoplagiatus
Jordanoleiopus bifuscoplagiatus är en skalbaggsart som beskrevs av Báguena och Stefan von Breuning 1958. Jordanoleiopus bifuscoplagiatus ingår i släktet Jordanoleiopus och familjen långhorningar. Inga underarter finns listade i Catalogue of Life.